# Reifendruckmesser

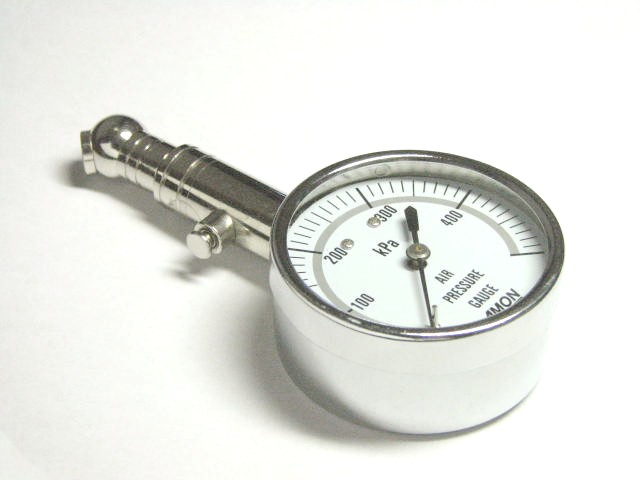
Reifendruckmesser (klassisches Modell), Messung in Kilopascal (kPa)

Mit einem Reifendruckmesser oder Reifendruckprüfer kann der Druck in einem Luftreifen festgestellt werden.  Gemessen wird am Ventil des Reifens.

## Ausführungen und Funktionsweise
Es gibt Geräte in unterschiedlichen Größen und Ausführungen. Wie alle Manometer zeigen sie den Druck in Bar, Kilopascal (kPa) oder, im angloamerikanischen Maßsystem, in Pound-force per square inch (kurz psi oder lb/in²) an.

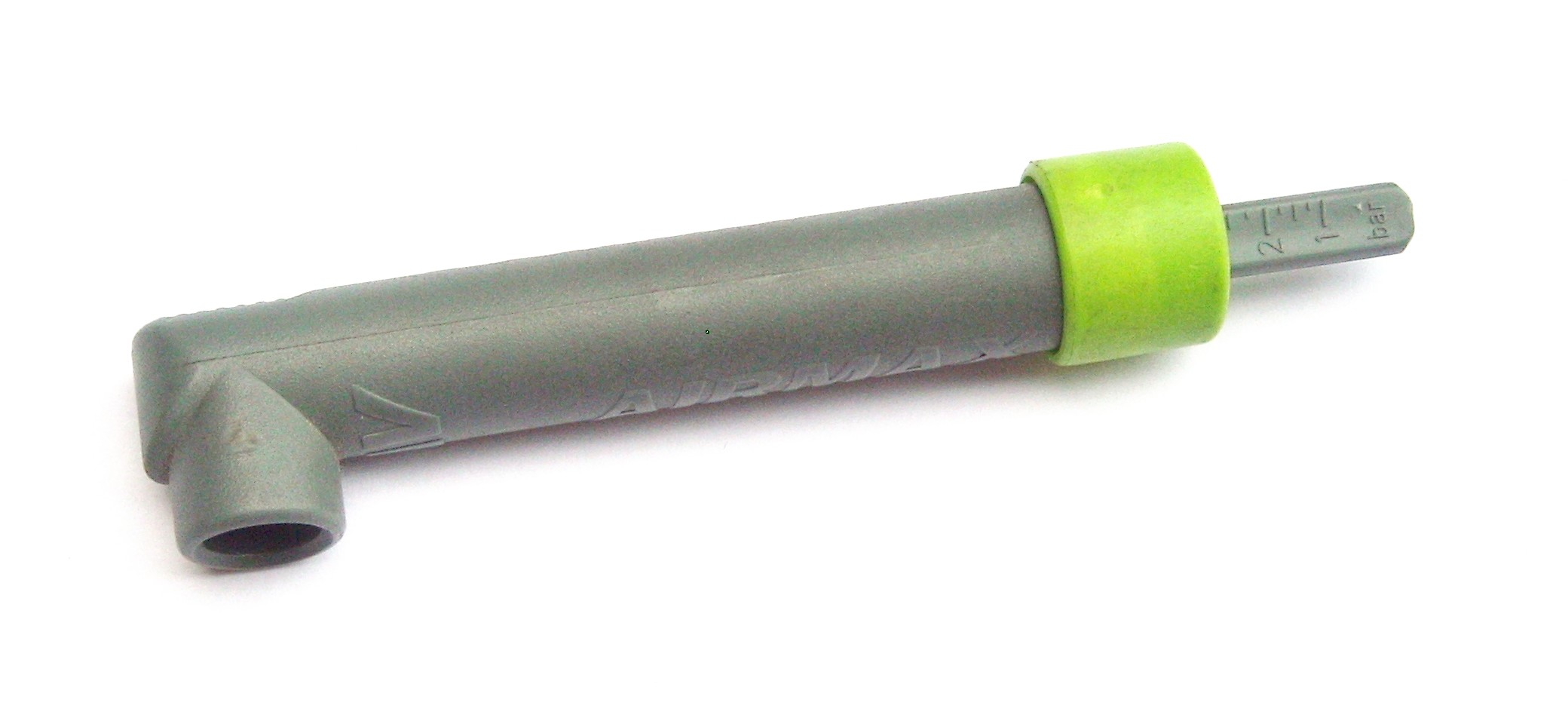
Leichter Reifendruckmesser für Fahrräder und Kraftfahrzeuge (nur mit Autoventilen nutzbar)

Es gibt Ausführungen, bei denen ein Messstab gegen die Kraft einer Feder so weit nach außen gedrückt wird, bis die Kraft aus der Feder und die Kraft aus dem äußeren Luftdruck genau gleich groß sind wie die Kraft aus dem Reifendruck. Danach kann der Reifendruck bei der einfachen Ausführung (siehe untere Abbildung) an einer Skala am Messstab abgelesen werden.

## Reifendruckmessung im Fahrzeug
Viele moderne Autos haben eingebaute Reifendrucksensoren, mit denen der Druck aller Reifen im Bordcomputer abgelesen werden kann, Geländewagen und LKW haben gelegentlich sogar Reifendruckregelanlagen. Ein Reifendruckkontrollsystem ist seit 2014 für alle Neufahrzeuge in der EU vorgeschrieben, dies arbeitet jedoch häufig indirekt über bereits vorhandene Sensoren des ABS, ESP oder ASR. Eine direkte Druckmessung ist dafür nicht erforderlich.